# Wilhelm Fuchs (Bibliothekar)
Ernst Adolf Wilhelm Fuchs (* 21. Juni 1886 in Schmalkalden; † 8. August 1973 in Göttingen) war ein deutscher wissenschaftlicher Bibliothekar und Jurist.

## Leben
Wilhelm Fuchs, Sohn des Kaufmanns Edmund Fuchs sowie der Wilhelmine geborene Happich, Schüler sowie Abiturient am Gymnasium Bernhardinum in Meiningen, widmete sich in der Folge dem Studium der Rechtswissenschaften, Nationalökonomie und Philosophie an den Universitäten Leipzig, Marburg, München, Berlin und Zürich, das er 1915 in Marburg mit dem Erwerb des akademischen Grades eines Dr. iur. abschloss.
Fuchs begann seine berufliche Laufbahn als Gerichtsreferendar. An der Universitätsbibliothek Göttingen absolvierte er die bibliothekarische Ausbildung für den höheren Bibliotheksdienst, 1918 legte er das bibliothekarische Assessorexamen ab. Fuchs trat im Anschluss eine  Hilfsbibliothekarsstelle in Göttingen an, 1922 wechselte er als Bibliotheksrat an die Universitäts- und Landesbibliothek Münster, 1926 in selber Position an die Universitätsbibliothek Göttingen, 1951 wurde er in den Ruhestand verabschiedet. Wilhelm Fuchs, der von 1924 bis 1926 Mitglied des preußischen Beirates für Bibliotheksangelegenheiten war, nahm 1946 einen Lehrauftrag für juristische Bücherkunde an der Rechts- und Staatswissenschaftlichen Fakultät der Universität Göttingen wahr (bis 1961). 1950 wurde er dort zum Honorarprofessor für juristische Enzyklopädie ernannt.
Fuchs beschäftigte sich mit Fragen zur Rechts-, Sozial- und Wirtschaftsphilosophie, Theorie des Rechts, insb. Privatrecht, Völkerrecht, Geschichte und Methodik des Rechtsunterrichts, Allgemeine Wissenschaftslehre, Logik und Fundamentalontologie, Grundlagenforschung (auch der exakten Wissenschaften), Bibliothekstechnik, Katalogwesen, Allgemeine Bibliographie und Fachbibliographie (insb. der Rechts- und Staatswissenschaften, der Philosophie) Referentenwesen der Fachzeitschriften, Heimatkunde (insb. auch mundartliche) und allgemeine Sprachpflege.
Wilhelm Fuchs heiratete 1919 Hella Tiemann, das Ehepaar hatte einen Sohn Erich Fuchs. Fuchs verstarb 1973 87-jährig in Göttingen.

## Publikationen (Auswahl)
- Über fiduziarische Berechtigung, Inaug.Diss. Marburg, Feodor Wilisch, Schmalkalden 1915
- Scheinhändel. Jurist. Untersuchungen über Scheinmanöver aller Art und die Prinzipienfrage der Scheingeschäftslehre. Dieterich´sche Universitäts-Buchhandlung Göttingen 1918

- Die Arten der Rechtssätze : Unendlichkeitsprobleme in der Jurisprudenz, Helwing, Hannover, 1920.
- Juristischer Literaturführer und bibliographische Technik für Juristen : Ein bibliographischer Ratgeber, 2. Ausgabe, Universitätsbuchh. F. Coppenrath, Münster (Westf.), 1925.
- Die Anfänge juristischer Fachbibliographie im 16. Jahrhundert, Frz. Winkler Verlag "Im Buchladen", Linz a. D., 1928.
- Fiskus contra Treuhand. Reichsgericht contra Reichsfinanzhof. Franz Winkler Verlag Leipzig und Linz a. D. 1930. Pseud.: Ernst Adolf Helm  (Recht und Praxis H. 1.)
- Geist der Juristen : Eine Anthologie, Frz. Winkler Verlag "Im Buchladen", Linz a. D., 1928; 2. erw. und verb. Aufl. Schönhütte Göttingen-Grone 1952
- Der Bibliothekar als Betrüger. - Schlagwort und Aufstellung, Schlagwortkatalog und Standortskatalog. Zell-Verlag, Wien 1931 (Pseud.: Martin Heinrici)
- Deutsches Recht – Recht u. Gerechtigkeit in 2 Jahrtausenden deutscher Rechtsgeschichte. Bibliographisches Institut, Leipzig 1934
- Wege und Irrwege juristischen Denkens – Kleine Beiträge zur Theorie des Rechts. Ebering, Berlin 1936
- Die Medizin in Georg Matthiaes Göttinger Realkatalog. Zentralblatt für Bibliothekswesen 58, S. 377-413(1941)
- Zur Theorie und Praxis des Realkatalogs : Untersuchungen über wissenschaftliche Bibliotheksordnung ; Zugleich ein Beitrag zur Theorie der Sach- und Fachbibliographie, Häntzschel, Göttingen, 1941–1958.
- Logische Studien im Gebiete der Jurisprudenz, Schönhütte, Göttingen-Grone, 1920–1954.
- Neoklassik in der Rechtsphilosophie. I. Radbruchiana oder Klassik und Romantik in der Rechtsphilosophie. II. Der Fragebogen der Rechtswissenschaft oder Über die Stellung der Rechtswissenschaft im System der Wissenschaften und über Nutzen und Vorbedingungen einer philosophischen Einleitung in die Rechtswissenschaft. Schönhütte, Göttingen-Grone, 1954
- Juristische Bücherkunde. Geschichte und System der juristischen Fachbibliographie. 5. vollkommen durchgearbeitete und auf den Stand der Gegenwart gebrachte Auflage von "Juristischer Literaturführer und bibliographische Technik für Juristen". Göttingen-Grone, August Schönhütte & Söhne, 1953
- Autobibliographie. Ausgabe letzter Hand. Schönhütte, Göttingen-Grone 1965